# Пулкерини (Латина)
Пулкерини је насеље у Италији у округу Латина, региону Лацио.
Према процени из 2011. у насељу је живело 219 становника. Насеље се налази на надморској висини од 152 м.